# Uduba jayjay
Uduba jayjay is een spinnensoort uit de familie Udubidae. De soort komt voor in Madagaskar.